# Завръщане в Брайдсхед (сериал)
 Тази статия е за телевизионния сериал „Завръщане в Брайдсхед“.  За други значения вижте Завръщане в Брайдсхед.  
„Завръщане в Брайдсхед“ (на английски: Brideshead Revisited) е британски телевизионен сериал, създаден по едноименния роман на Ивлин Уо. Сериалът е излъчен за първи път във Великобритания между 12 октомври и 22 декември 1981 г., а е заснет между 1979 и 1980 г. „Завръщане в Брайдсхед“ е сред стоте най-добри сериали за всички времена според списание Тайм и сред петдесетте най-добри сериали за всички времена според вестник Гардиън. Ролята на Джеръми Айрънс в „Завръщане в Брайдсхед“ му носи признание и поредица от номинации, макар че участието му е затруднено от избухналата по това време стачка на техническия персонал, в резултат от която снимките се забавят, а Айрънс е принуден да работи едновременно по епизоди от сериала и по филма „Жената на френския лейтенант“ (1981 г.), в който изиграва първата си по-значима водеща роля.

## Актьорски състав
- Джеръми Айрънс – Чарлс Райдър
- Антъни Андрюс – Себастиан Флайт
- Даяна Куик – Джулия Флайт
- Клер Блуум – Лейди Марчмейн
- Лорънс Оливие – Лорд Марчмейн
- Саймън Джоунс – Лорд Брайдсхед
- Фиби Никълс – Кордилия Флайт
- Джон Гилгуд – Едуард Райдър
- Чарлс Китинг – Рекс Мотрам
- Джеръми Синдън – Бой Мълкастър
- Мона Уошбърн – Нани Хокинс
- Джон Грило – Мисътр Самграс
- Никълъс Грейс – Антъни Бланш
- Джейн Ашър – Силия Райдър
- Стефан Одран – Кара

## Награди и отличия (подбрани)
| Година | Награда                                                                 | Категория                              | Забележки |
| ------ | ----------------------------------------------------------------------- | -------------------------------------- | --------- |
| 1982   | Най-добър актьор (Антъни Андрюс)                                        | БАФТА                                  | Спечелена |
| 1982   | Най-добър драматичен сериал                                             | БАФТА                                  | Спечелена |
| 1982   | Най-добър актьор (Джеръми Айрънс)                                       | БАФТА                                  | Номинация |
| 1982   | Най-добър актьор (Джон Джилгуд)                                         | БАФТА                                  | Номинация |
| 1982   | Най-добра актриса (Клер Блум)                                           | БАФТА                                  | Номинация |
| 1982   | Най-добра актриса (Даян Куик)                                           | БАФТА                                  | Номинация |
| 1982   | Най-добра филмова музика (Джефри Бъргън)                                | БАФТА                                  | Номинация |
| 1982   | Най-добър драматичен сериал                                             | Гилдия на телевизионните и радио медии | Спечелена |
| 1982   | Най-добър поддържащ актьор в кратък сериал (Лорънс Оливие)              | Еми                                    | Спечелена |
| 1982   | Най-добър режисьор в кратък сериал (Чарлс Стъридж, Майкъл Линдзи-Хог)   | Еми                                    | Номинация |
| 1982   | Най-добър водещ актьор в кратък сериал (Джеръми Айрънс)                 | Еми                                    | Номинация |
| 1982   | Най-добър кратък сериал                                                 | Еми                                    | Номинация |
| 1982   | Най-добър поддържащ актьор в кратък сериал (Джон Джилгуд)               | Еми                                    | Номинация |
| 1982   | Най-добра поддържаща актриса в кратък сериал (Клер Блум)                | Еми                                    | Номинация |
| 1982   | Най-добър сценарий на кратък сериал (Джон Мортимър)                     | Еми                                    | Номинация |
| 1983   | Най-добър кратък телевизионен сериал или филм                           | Златен глобус                          | Спечелена |
| 1983   | Най-добър актьор в кратък телевизионен сериал или филм (Антъни Андрюс)  | Златен глобус                          | Спечелена |
| 1983   | Най-добър актьор в кратък телевизионен сериал или филм (Джеръми Айрънс) | Златен глобус                          | Номинация |

## „Завръщане в Брайдсхед“ в България
В България сериалът е излъчен за пръв път по „Българската телевизия“ през 80-те и началото на 90-те години. В дублажа участват артистите Лидия Вълкова, Милена Живкова, Иван Иванов и други.
Години по-късно го излъчват БНТ 1 в края на 2012 г. с втори дублаж. На 16 януари 2020 г. започва повторно излъчване, всеки делник от 19:00. Ролите се озвучават от артистите Силвия Лулчева, Венета Зюмбюлева, Владимир Пенев, Даниел Цочев, Любомир Младенов и Васил Бинев.